# Băbăița
Băbăiţa é uma comuna romena localizada no distrito de Teleorman, na região de Muntênia. A comuna possui uma área de 52.58 km² e sua população era de 3063 habitantes segundo o censo de 2007.